# L'Hostal Roig
L'Hostal Roig (la terra rogenca que envolta la casa li dona el nom) és un antic hostal i lloc del terme municipal de Gavet de la Conca, dins de l'antic terme de Sant Salvador de Toló, a 1092 msnm.
És a la capçalera del riu Boix, que se'n va cap al sud, a la comarca de la Noguera, i aflueix en el riu Segre, en un coll entre el Montsec de Rúbies i els seus contraforts orientals, la Serra de la Campaneta i la Serra de Comiols. Prop d'aquest coll neix el riu Boix, ja esmentat, i també el barranc de Barcedana, que se'n va cap a ponent.
Damunt i al sud-est de l'Hostal Roig hi ha les restes del castell de Montllor, origen del lloc, segons tots els estudis fets fins ara.
Tingué església pròpia, romànica, de la qual es conserven algunes restes. Es tracta de la capella de santa Anna. Aquesta capella atenia una població d'una vintena de cases, de les quals només en queden vestigis. Del poblat al castell, s'hi accedia per un estret passadís retallat a la roca.
Prop d'aquest lloc hi ha també algunes coves de força interès espeleològic, entre les quals destaquen la Cova del Gel i la Cova Negra de Mata-solana.
Per Sant Miquel tenia lloc en aquest lloc una important fira de bestiar, en el moment de la baixada cap al pla del bestiar que fins aquell moment havia estat a la muntanya. La fira es convertia en un multitudinari aplec d'abast no només comarcal, sinó que hi pujaven des de les comarques veïnes, sobretot de la Noguera.
Des dels darrers anys del segle XX roman abandonat i només serveix per a cleda de ramats d'ovelles. L'Hostal Roig, a més de la tradicional fira de bestiar que s'hi celebrava, tingué un fort protagonisme en la darrera guerra civil. A principis del 1938 l'exèrcit franquista hi establí una línia de front, que tenia continuïtat cap al Montsec i cap a la Serra de la Campaneta, i que fou escenari de cruents enfrontaments amb l'exèrcit de la República. Els Nacionals construïren, a redós de l'Hostal Roig (sobretot a la serra del seu sud-oest, on antigament hi havia hagut el castell de Montllor), una bona quantitat de trinxeres, búnquers i barraques per als soldats que, en ruïnes, encara es conserven actualment.